# تفرش
تفرش هي مدينة في مقاطعة تفرش، إيران. عدد سكان هذه المدينة هو 16,493 في سنة 2016.

## أعلام
- محمود حسابي
- فروغ فرخزاد
- علي رضا أفزاليبور